# District Municipality of Muskoka
District Municipality of Muskoka är en sekundärkommun av typen region i den kanadensiska provinsen Ontario. Den ligger i den sydöstra delen av landet, 300 km väster om huvudstaden Ottawa. Antalet invånare var 60 599 vid folkräkningen 2016. Arean är 3 890 kvadratkilometer.
District Municipality of Muskoka delas in i:
- Bracebridge
- Georgian Bay
- Gravenhurst
- Huntsville
- Lake of Bays
- Muskoka Lakes